# Nuno Júdice
Nuno Manuel Gonçalves Júdice Glória (Mexilhoeira Grande, 29 de abril de 1949-17 de marzo de 2024) fue un ensayista, poeta, novelista y profesor universitario portugués.

## Biografía
Licenciado en Filología Románica por la Universidad de Lisboa y obtuvo un doctorado de la Universidad Nueva de Lisboa, donde fue profesor asociado y donde defendió en 1989 una tesis sobre la literatura medieval. Consejero cultural de la Embajada de Portugal y director del Instituto Camões en París, publicó antologías, crítica literaria, historia, estudios de Teoría de la Literatura y Literatura portuguesa y mantiene una colaboración regular en la prensa. Divulgador de la literatura portuguesa del siglo XX, publicó, en 1993, Voyage dans un siècle de Littérature Portugaise. Organizada la Semana Europea de la Poesía, en el ámbito de Lisboa 94 - Capital europea de la cultura. Es actualmente director de la Revista Colóquio-Letras de la Fundación Calouste Gulbenkian.
Poeta y novelista, su debut literario tuvo lugar con A Noção de Poema (1972). En 1985 recibiría el Premio Pen Club, el Premio D. Dinis de la Fundación Mateus en 1990. En 1994, la Asociación Portuguesa de Escritores, lo distingue por la publicación de Meditação sobre Ruínas, finalista en el Premio Aristeion de Literatura Europea. También firmó obras de teatro y tradujo a autores como Pierre Corneille y Emily Dickinson.
Fue director de la revista literaria Tabacaria, publicado por Casa Fernando Pessoa y comisario para el área de Literatura portuguesa en la 49.ª Feria del Libro de Fráncfort. Cuenta con obras traducidas en España, Italia, Venezuela, Reino Unido y Francia.
El 10 de junio de 1992, se convirtió oficial de la Orden de Santiago de la Espada, y el 10 de junio de 2013, fue ascendido a gran oficial de la misma orden.

## Obras publicadas

### Poesía
- A Noção de Poema (1972)
- O Pavão Sonoro (1972)
- Crítica Doméstica dos Paralelepípedos (1977)
- As Inumeráveis Águas (1974)
- O Mecanismo Romântico da Fragmentação (1975)
- Nos Braços da Exígua Luz (1976)
- O Corte na Ênfase (1978)
- O Voo de Igitur num Copo de Dados (1981)
- A Partilha Dos Mitos (1982)
- Lira de Líquen - Premio de Poesia del Pen Club (1985)
- A Condescendência do Ser (1988)
- Enumeração de Sombras (1988)
- As Regras da Perspectiva - Prémio D. Dinis (1990)
- Uma Sequência de Outubro - Comisariado para Europalia (1991)
- Obra Poética 1972-1985 (1991)
- Um Canto na Espessura da pila doTempo (1992)
- Meditação sobre Ruínas  - Premio de la Asociación Portuguesa de Escritores (1995)
- O Movimento do Mundo (1996)
- Poemas em Voz Alta - con CD de poemas recitados por Natália Luiza (1996)
- A Fonte da Vida (1997)
- Raptos (1998)
- Teoria Geral do Sentimento (1999)
- Poesia Reunida 1967-2000 (2001)
- Pedro lembrando Inês (2002)
- Cartografia de Emoções (2002)
- O Estado dos Campos (2003)
- Geometria variável (2005)
- As coisas mais simples (2006)
- A Matéria do Poema (2008)
- O Breve Sentimento do Eterno (2008)
- Guia de Conceitos Básicos (2010)
- Navegação de Acaso (2013)
- O Fruto da Gramática (2014)

### Novela
- Última Palavra: «Sim» (1977)
- Plâncton (1981)
- A Manta Religiosa (1982)
- O Tesouro da Rainha de Sabá - Conto Pós-Moderno (1984)
- Adágio (1984)
- A Roseira de Espinho (1994)
- A Mulher Escarlate, Brevíssima (1997)
- Vésperas de Sombra (1998)
- Por Todos os Séculos (1999)
- A Árvore dos Milagres (2000)
- A Ideia do Amor e Outros contos (2003)
- O anjo da tempestade (2004)
- O Enigma de Salomé (2007)
- Os Passos da Cruz (2009)
- Dois Diálogos entre um padre e um moribundo Coímbra, Angelus Novus, 2010.
- O Complexo de Sagitário, Lisboa, Dom Quixote, 2011.

### Ensayo
- A Era de «Orpheu» (1986)
- O Espaço do Conto no Texto Medieval (1991)
- O Processo Poético (1992)
- Portugal, Língua e Cultura - Comisariado para la Expoxición Universal de Sevilla (1992)
- Voyage dans un Siècle de Littérature Portugaise (1993)
- Viagem por um século de literatura portuguesa (1997)
- As Máscaras do Poema (1998)
- B.I. do Capuchinho Vermelho (2003)
- A viagem das palavras: estudo sobre poesia (2005)
- A certidão das histórias (2006)
- O ABC da Crítica (2010)

### Teatro
- Antero - Vila do Conde (1979)
- Flores de Estufa (1993)
- Teatro, Lisboa Artistas Unidos/Cotovia, (2005)
- O Peso das Razões, Lisboa, Artistas Unidos/Cotovia (2009)

### Críticas y antologías
- Novela Despropositada de Frei Simão António de Santa Catarina, o Torto de Belém (1977)
- 'Poesia de Guerra Junqueiro (1981)
- Sonetos de Antero de Quental (1992)
- Poesia Futurista Portuguesa, Faro 1916-1917 (1993)
- Cancioneiro de D. Dinis (1998)
- Infortúnios trágicos da Constante Florinda, de Gaspar Pires de Rebelo (2005)

### Premios
- Premio de Poesía Pablo Neruda, (1975), (O Mecanismo Romântico da Fragmentação);
- Premio Pen Club, (1985), (Lira de Líquen);
- Premio Dom Dinis, Fundación Mateus, (1990), (As Regras da Perspectiva);
- Associação Portuguesa de Escritores, (1994), (Meditação sobre Ruínas);
- Premio Literario Eça de Queiroz, Ciudad de Lisboa, (1995), (Meditação sobre Ruínas);
- Premio Bordalo, Casa da Imprensa, (1999), (Por Todos os Séculos);
- Premio Review 2000, Asociación Internacional de Críticos Literarios, (2000), (Rimas e Contas);
- Premio de Poesía Ana Hatherly, Funchal, (2003), (O Estado dos Campos);
- Premio Fernando Namora, (2004), (O Anjo da Tempestade);
- Premio Reina Sofía de Poesía Iberoamericana, (2013), (Navegação de acaso);
- Premio Poetas del Mundo Latino Víctor Sandoval, (2014).